# Мужская сборная Турции по волейболу
Мужская национальная сборная Турции по волейболу (тур. Türkiye erkek millî voleybol takımı) — представляет Турцию на международных соревнованиях по волейболу. Управляющей организацией выступает Турецкая федерация волейбола (тур. Türkiye Voleybol Federasyonu — TVF).

## История
Волейбол появился в Турции в 1919 году в Стамбуле. Федерация спортивных игр Турции (развивавшая кроме волейбола ещё и баскетбол с гандболом) вступила ФИВБ в 1949 году. В 1958 была образована независимая Турецкая федерация волейбола.
На международную арену сборная Турции впервые вышла в 1956 году, приняв участие в чемпионате мира, проходившем в Париже. Там 30 августа команда провела свой первый официальный матч, который проиграла сборной Южной Кореи со счётом 2:3. Уступив на следующей день сборной СССР 0:3, турецкие волейболисты не смогли пройти в финальную стадию, а в квалификационном раунде дважды выиграли и один раз проиграли, заняв в свой дебютном турнире 22-е место среди 24 команд. В последующем команда Турции лишь дважды смогла квалифицироваться на чемпионаты мира, на которых выступала слабо (15-е место в 1966 и 19-е — в 1998). В 2022 турецкой сборной предстоит в четвёртый раз принять участие в мировом первенстве, которое пройдёт в России.
В период с 1958 по 1971 сборная Турции регулярно была среди участников чемпионатов Европы, но подняться выше 11-го ей не удавалось, а после введения отборочных турниров на континентальные первенства на протяжении 30 лет не квалифицировалась. Лишь в 2007 турецкие волейболисты смогли принять участие в финальном турнире чемпионата Европы, но выбыли уже после первого группового раунда. И в последующие годы на турнирах сильнейших мужских команд «старого света» выступление сборной Турции заканчивалось уже на ранних стадиях.
Основные медальные достижения сборной Турции связаны в Евролигой, два розыгрыша которой завершились победами турецкой команды — в 2019 и 2021 годах (турнир 2020 был отменён из-за пандемии COVID-19). Лучшими игроками этих турниров признавались турецкие волейболисты — Арслан Экши (в 2019) и Адис Лагумдзия (в 2021).

## Результаты выступлений и составы

### Олимпийские игры
| - 1964 — не участвовала - 1968 — не участвовала - 1972 — не участвовала - 1976 — не квалифицировалась - 1980 — не участвовала - 1984 — не участвовала - 1988 — не участвовала - 1992 — не участвовала | - 1996 — не участвовала - 2000 — не квалифицировалась - 2004 — не квалифицировалась - 2008 — не квалифицировалась - 2012 — не квалифицировалась - 2016 — не участвовала - 2020 — не участвовала - 2024 — не квалифицировалась |

### Чемпионаты мира
| - 1949 — не участвовала - 1952 — не участвовала - 1956 — 22-е место - 1960 — не участвовала - 1962 — не участвовала - 1966 — 15-е место - 1970 — не квалифицировалась - 1974 — не участвовала - 1978 — не участвовала - 1982 — не участвовала - 1986 — не участвовала | - 1990 — не участвовала - 1994 — не квалифицировалась - 1998 — 19—24-е место - 2002 — не квалифицировалась - 2006 — не квалифицировалась - 2010 — не квалифицировалась - 2014 — не квалифицировалась - 2018 — не квалифицировалась - 2022 — 11-е место - 2025 — |

- 1998: Кенан Бенгу, Уфук-Фуат Билеке, Хакан Акышик, Осман Бабагирай, Мехмет Шахин, Барыш Оздемир, Айкут Лале, Мехмет Йылмаз, Гюрсель Йешилташ, Акиф-Гёкхан Онер, Хакан Фертелли, Иззет-Дженгизхан Карталтепе. Тренер — Идол Эррера Дельгадо.

### Мировая лига
До 2013 в Мировой лиге сборная Турции не участвовала.
- 2014 — 22-е место (2-е в 3-м дивизионе)
- 2015 — 25—27-е место (5—7-е в 3-м дивизионе)
- 2016 — 16-е место (4-е во 2-м дивизионе)
- 2017 — 23-е место (11-е во 2-м дивизионе)

### Кубок претендентов
- 2018 — не участвовала
- 2019 — 4-е место
- 2022 —  2-е место
- 2023 —  1-е место

### Чемпионаты Европы
| - 1948 — не участвовала - 1950 — не участвовала - 1951 — не участвовала - 1955 — не участвовала - 1958 — 12-е место - 1963 — 11-е место - 1967 — 14-е место - 1971 — 15-е место - 1975 — не участвовала - 1977 — не квалифицировалась - 1979 — не участвовала - 1981 — не квалифицировалась - 1983 — не квалифицировалась - 1985 — не квалифицировалась - 1987 — не квалифицировалась - 1989 — не квалифицировалась - 1991 — не квалифицировалась | - 1993 — не квалифицировалась - 1995 — не квалифицировалась - 1997 — не квалифицировалась - 1999 — не квалифицировалась - 2001 — не квалифицировалась - 2003 — не квалифицировалась - 2005 — не квалифицировалась - 2007 — 13—16-е место - 2009 — 13—16-е место - 2011 — 9—12-е место - 2013 — 13—16-е место - 2015 — не квалифицировалась - 2017 — 9—12-е место - 2019 — 9—16-е место - 2021 — 9—16-е место - 2023 — 9—16-е место - 2026 — |

### Евролига
- 2004 — 5—6-е место
- 2005 — 4-е место
- 2006 — 4-е место
- 2007 — 5—6-е место
- 2008 —  3-е место
- 2009 — 5—6-е место
- 2010 —  3-е место
- 2011 — 10—12-е место
- 2012 —  2-е место
- 2013 — 4-е место
- 2014 — 7—8-е место
- 2015 — 6-е место
- 2016 — не участвовала
- 2017 — не участвовала
- 2018 —  3-е место
- 2019 —  1-е место
- 2021 —  1-е место
- 2022 —  2-е место
- 2023 —  1-е место
- 2024 — не участвовала

- 2019: Арслан Экши, Огулджан Ятгын, Адис Лагумдзия, Метин Той, Бурутай Субаши, Иззет Юнвер, Ясин Айдын, Йигит Гюльмезоглу, Догукан Улу, Эртугрул-Гази Метин, Огузхан Карасу, Осман-Джагатай Дурмаз, Бурак Мерт, Волкан Дёне. Тренер — Недим Озбей.
- 2021: Эфе Мандыраджи, Бурак Гюнгёр, Мирза Лагумдзия, Мурат Йенипазар, Йигит Гюльмезоглу, Адис Лагумдзия, Огузхан Карасу, Каан Гюрбюз, Мустафа Дженгиз, Ахмет Тюмер, Джанер Эргюль, Арда Бостан, Бейтуллах Хатипоглу, Бедирхан Бюльбюль. Тренер — Недим Озбей.
- 2023: Каан Гюрбюз, Арда Бостан, Бедирхан Бюльбюль, Бурутай Субаши, Мирза Лагумдзия, Арслан Экши, Йигит Гюльмезоглу, Адис Лагумдзия, Фаик Самед Гюнеш, Марко Мерт Матич, Беркай Байрактар, Эфе Байрам, Волкан Дёне, Вахит Эмре Саваш. Тренер — Альберто Джулиани.

### Средиземноморские игры
| - 1959 — 2-е место - 1963 — 3-е место - 1967 — 3-е место - 1971 — 2-е место - 1975 — 5-е место - 1979 — 7-е место - 1983 — 7-е место - 1987 — 2-е место - 1991 — 6-е место | - 1993 — 3-е место - 1997 — 2-е место - 2001 — 3-е место - 2005 — 8-е место - 2009 — 5-е место - 2013 — 4-е место - 2018 — 7-е место - 2022 — 5-е место |

### Балканиада
- 1-е место — 1992.
- 3-е место — 1984.

## Состав
Сборная Турции в соревнованиях 2024 года (Лига наций, квалификация чемпионата Европы)
| №    | Имя, фамилия           | Год рождения | Рост | Амплуа      | Клуб                           |
| ---- | ---------------------- | ------------ | ---- | ----------- | ------------------------------ |
| 1    | Каан Гюрбюз            | 2001         | 199  | нападающий  | «Фенербахче» Стамбул           |
| 5    | Марко-Мерт Матич       | 1995         | 208  | центральный | «Халкбанк» Анкара              |
| 6    | Арда Бостан            | 2002         | 191  | нападающий  | «Бурса Бююкшехир» Бурса        |
| 7    | Вахит-Эмре Саваш       | 1995         | 203  | центральный | «Зираат Банккарт» Анкара       |
| 8    | Бурутай Субаши         | 1990         | 194  | нападающий  | «Аркас Спор» Измир             |
| 9    | Рамазан-Эфе Мандыраджи | 2002         | 206  | нападающий  | «Пьяченца»                     |
| 10   | Арслан Экши            | 1985         | 199  | связующий   | «Галатасарай» Стамбул          |
| 12   | Адис Лагумдзия         | 1999         | 211  | нападающий  | «Кучине-Лубе» Чивитанова-Марке |
| 14   | Фаик Самед Гюнеш       | 1993         | 203  | центральный | «Зираат Банккарт» Анкара       |
| 15   | Мирза Лагумдзия        | 2001         | 203  | нападающий  | «Халкбанк» Анкара              |
| 17   | Мурат Йенипазар        | 1993         | 193  | связующий   | «Зираат Банккарт» Анкара       |
| 20   | Эфе Байрам             | 2002         | 194  | нападающий  | «Чистерна»                     |
| 30   | Ясин Айдын             | 1995         | 194  | нападающий  | «Фенербахче» Стамбул           |
| 33   | Буракхан Тосун         | 1998         | 203  | центральная | «Аркас Спор» Измир             |
| 35   | Джанер Эргюль          | 1994         | 187  | либеро      | «Галатасарай» Стамбул          |
| 40   | Аслан Йигит-Хамза      | 2005         | 205  | нападающий  | «Халкбанк» Анкара              |
| 53   | Волкан Дёне            | 1987         | 182  | нападающий  | «Халкбанк» Анкара              |
| 77,7 | Бедирхан Бюльбюль      | 1999         | 200  | нападающий  | «Зираат Банккарт» Анкара       |
| 80   | Бейтулла Хатипоглу     | 1992         | 190  | либеро      | «Спор Тото» Анкара             |

- Главные тренеры —  Седрик Энар (Лига наций); Умут Чакыр (квалификация чемпионата Европы).
- Тренеры —  Алешандре Леал (Лига наций), Мерт Каратоп, Бурак Эмре Дириер.